# Polyrhachis simillima
Polyrhachis simillima é uma espécie de formiga do gênero Polyrhachis, pertencente à subfamília Formicinae.